# Bitwa pod Bedriacum
Bitwa pod Bedriacum – bitwa stoczona 14 kwietnia 69 n.e. w czasie wojny domowej w Imperium Rzymskim (tak zwany rok czterech cesarzy).
Po zwycięstwie pod Kastorowe, Oton postanowił ostatecznie zniszczyć armię Aulusa Cecyny i Fabiusza Walensa. Po naradzie ze swoimi dowódcami cesarz opuścił swój obóz, kierując się na tyły, dowództwo armii powierzając swojemu bratu Salwiuszowi Tycjanuszowi Otonowi. Wkrótce w obozie wojsk Otona, doszło do zatargu pomiędzy dowódcami Paulinusem oraz Celsusem a Licyniuszem Prokulusem, który nakazał wymarsz w kierunku Bedriacum (obecnie Calvatone). W odległości 6 km od miasta wojska Otona rozłożyły się obozem. Jeszcze dalej bo w odległości 20 km od obozu Otona, znajdował się obóz Witeliusza.
Po kilku dniach bezczynności w dniu 15 kwietnia Salwiusz dał rozkaz do wymarszu w kierunku pozycji przeciwnika. Po dotarciu wojsk do obozu Witeliusza, doszło do walki ze strażą przednią Otona. Ponawiany dwukrotnie atak jazdy Witeliusza rozbił w końcu przeciwnika, który ratował się ucieczką. Wkrótce nadeszły główne siły Otona, które starły się z piechotą Witeliusza. Wojska Cecyny i Walensa uderzyły na słabszego liczebnie przeciwnika z całym impetem. Doszło do zaciętej walki, a szala zwycięstwa przechylała się raz na jedną, raz na drugą stronę. Legionistom Otona udało się nawet zdobyć jednego z orłów legionowych przeciwnika, jednak kontratak bardziej doświadczonych sił Witeliusza zakończył się ich sukcesem, i rozbiciem zbyt wcześnie triumfujących żołnierzy przeciwnika. W tym czasie Walens posłał swoją jazdę na osłabioną flankę wroga, pieczętując zwycięstwo Witeliusza. 
Widząc klęskę swoich oddziałów, wielu żołnierzy Otona zbiegło z pola bitwy, część zaś powróciła do obozu. Bitwa zakończyła się po kilku godzinach wraz z nastaniem zmroku. Wówczas to Cecyna i Walens dali sygnał do odwrotu. Salwiusz oraz dowódcy Otona zbiegli na południe. Wstrząśnięty klęską Oton popełnił samobójstwo, wbijając sobie sztylet w pierś. Następnego dnia resztki wojsk Otona pod wodzą Anniusza Gallusa zdały broń kapitulując przed siłami Witeliusza, który mianował się imperatorem Rzymu.